# Tension II
Tension II é o décimo sétimo álbum de estúdio da cantora australiana Kylie Minogue. Foi lançado em vários formatos em 18 de outubro de 2024 pela BMG Rights Management e pela empresa de Minogue, Darenote. O álbum é uma sequência de seu décimo sexto álbum de estúdio, Tension (2023), e é descrito como a versão "de alta energia e alta octanagem" de seu antecessor. Diferentemente de seus discos anteriores, Tension II conta com vários novos produtores e colaboradores, além dos colaboradores de longa data Duck Blackwell, Richard "Biff" Stannard, Peter "Lostboy" Rycroft e Ina Wroldsen.
Musicalmente, Tension II é um álbum derivado de gêneros como dance-pop e eletrônico, que inclui elementos de EDM, disco, electro-pop, pop e synthpop, com suas letras abordando tópicos como diversão, amor, luxúria, inveja, flerte, solidão e moda. Além disso, alguns críticos disseram que o som e a produção do álbum eram semelhantes aos de Tension e de seu décimo sexto álbum de estúdio, Disco (2020). Antes de seu lançamento, "My Oh My" com Bebe Rexha e Tove Lo, bem como outros três singles colaborativos foram lançados: "Dance Alone", com Sia, "Midnight Ride", com Orville Peck e Diplo, e "Edge of Saturday Night", com The Blessed Madonna.
Tension II recebeu críticas positivas da maioria dos críticos de música, que elogiaram sua natureza dançante e a atitude de Minogue ao longo do disco, com alguns alegando que era superior a Tension e uma de suas melhores ofertas. Poucos estavam ambivalentes sobre os esforços colaborativos e a falta de material cativante do álbum. "Lights Camera Action" é o primeiro single do álbum e foi lançado em 27 de setembro de 2024. Minogue embarcará na Tension Tour, promovendo ambos os discos, que começará em Perth em 15 de fevereiro de 2025 e viajará pela Austrália, Ásia, Europa, América do Norte e Reino Unido, com aparições adicionais na América do Sul.

## Antecedentes
Em 22 de setembro de 2023, Minogue lançou Tension, seu décimo sexto álbum de estúdio, após o seu antecessor Disco, lançado em novembro de 2020. Após seu lançamento, o álbum recebeu aclamação universal dos críticos musicais por sua qualidade de produção, bem como pela personalidade e entrega de Minogue ao longo do álbum, com muitas publicações nomeando-o como um dos melhores discos do ano e um dos melhores trabalhos de Minogue até hoje. Comercialmente, o álbum foi um sucesso, alcançando o primeiro lugar em várias paradas musicais na Austrália, Bélgica, Irlanda, Escócia, Reino Unido e Estados Unidos. Para divulgar o álbum, ela lançou três singles, incluindo "Padam Padam" e a faixa-título, ambos sucessos de crítica e comerciais, gerando sensação viral e significado cultural. Em janeiro de 2024, a Variety informou que Tension seria reembalado e lançado ainda naquele ano. No mês seguinte, Minogue sugeriu trabalhar em novas músicas durante uma entrevista no Grammy Awards de 2024, onde recebeu o primeiro Grammy de Melhor Gravação de Pop Dance por "Padam Padam".

## Conceito e desenvolvimento
"[Publicar o Tension II] não era a intenção. Eu queria que tivéssemos essa ótima ideia quando estávamos fazendo o Tension: Ei, temos o suficiente, vamos guardar para o Tension II. [...] Começamos a seguir por esse caminho, mas por causa do sucesso com "Padam Padam", mais e mais músicas estão sendo enviadas para mim do que talvez no ano anterior. Eu não teria sido o nome que os escritores de fora pensaram [naquela época] quando se tratava da pessoa certa para uma música. Eu também estava no estúdio com grandes escritores. Mas, para encurtar a história, sou uma garota de caneta e papel, e continuei escrevendo listas de todas as músicas em que estávamos trabalhando."

—Minogue para a Vogue em 2024.
Minogue não tinha a intenção de fazer um novo disco inicialmente e, em vez disso, planejou expandir seu álbum anterior com novo material. No entanto, depois de avaliar várias músicas que não apareceram em Tension e mais tarde ter a oportunidade de trabalhar com novos produtores e escritores para Tension II, ela decidiu descartar a reedição de Tension em favor da criação de um novo disco. No início de 2024, ela participou de diversas colaborações, incluindo "Dance Alone" com a cantora australiana Sia e "Midnight Ride" com o artista sul-africano Orville Peck e o produtor americano Diplo. Em julho, Minogue confirmou que estava trabalhando em novas músicas e sugeriu um possível retorno ao vivo no Reino Unido. Em 8 de julho, Minogue anunciou novo material em suas redes sociais com a sigla "MOM", que acabou sendo seu single "My Oh My", com a cantora americana Bebe Rexha e a cantora sueca Tove Lo. Mais tarde, ela lançou "Edge of Saturday Night", que inclui a DJ anglo-americana The Blessed Madonna. Minogue fez um anúncio em suas redes sociais em 18 de setembro e, um dia depois, ela revelou Tension II, seus formatos de lançamento, o lead single "Lights Camera Action" e o anúncio da Tension Tour. O álbum é uma sequência de seu antecessor, sendo esse o primeiro projeto de sequência de Minogue.
Tension II apresenta todas as colaborações de Minogue de 2024. Certas músicas, como "Edge of Saturday Night" com The Blessed Madonna, foram originalmente concebidas em 2020 durante o confinamento da pandemia de COVID-19 e foram inspiradas por um set de DJ em Berlim, o que acabou levando ao envolvimento de Minogue em 2024. The Blessed Madonna descreve a faixa como "sobre bordas", dizendo "Quando me sentei para escrever letras pela primeira vez, eu estava à beira de uma vida totalmente nova. Quando programei e escrevi a música que se tornaria esta canção, eu estava à beira do próximo grande salto na produção." Além disso, The Blessed Madonna declarou: "É apropriado que essa música seja sobre uma ponta igualmente importante na minha vida. Foi uma manhã que magicamente se transformou em noite." Minogue descreveu-a como uma das músicas mais difíceis de gravar, referindo-se às várias tomadas antes de chegar à versão final. Minogue aparece como engenheira na maioria das faixas, e músicas como "Taboo" e "Someone for Me" foram gravadas em quartos de hotel, esta última no México.

## Estrutura musical
Musicalmente, Tension II é um álbum derivado de gêneros como dance-pop e eletrônico, que inclui elementos de EDM, disco, electro-pop, pop e synthpop. O álbum é comercializado como a versão "de alta energia e alta octanagem" de Tension, com "hinos de pista de dança" adicionais e um som mais eletrônico. Os críticos compararam seu som aos de trabalhos anteriores de Minogue, Tension e Disco (2020), e notaram semelhanças com a produção e o som do single "Padam Padam". De acordo com Robbin Murray, da Clash, o álbum "se apoia nas energias club do álbum original, ao mesmo tempo em que as direciona para lugares diferentes", enquanto Alexa Camp, da Slant Magazine, descreveu o som como "electro-pop propulsivo e synthpop alegre", que reflete um pouco do Tension. De acordo com Joe Muggs, do The Arts Desk, o álbum é composto principalmente de "bombas efervescentes de pista de dança", enquanto Quentin Harrison, do The Line of Best Fit, acredita que ele "mantém a persuasão dance-pop acelerada de seu antecessor". O escritor da Forbes, Chris Malone Mendez, descreveu o álbum como "repleto de apresentações dance-pop de vários ritmos, projetadas para qualquer tipo de festa". O jornal austríaco Kronen Zeitung destacou a mistura de "hinos disco, batidas de EDM, electropop e um toque dos anos 80" no álbum. Em termos de letras, o álbum explora temas como diversão, amor, luxúria, inveja, flerte, solidão e moda. Minogue afirmou que, com base no feedback que recebeu sobre o material de Tension II, ela o descreveu como mais "enérgico" do que seu antecessor.
O álbum abre com "Lights Camera Action", uma faixa eletrônica e eurodance "de alta voltagem" inspirada em baladas, com "sintetizadores delirantes" e "batidas fortes e vigorosas" que dura dois minutos e 42 segundos e foi comparada ao seu trabalho em Tension. Minogue nomeou "Taboo" como uma de suas músicas favoritas do álbum, e os críticos compararam seus elementos de disco music e arranjos de cordas aos do grupo sueco ABBA, assim como músicas como "Hung Up", de Madonna, e "Toxic", de Britney Spears. Também foi elogiado pelo uso da frase francesa "un, deux, trois" e referências líricas ao desejo por alguém que está fora dos limites. "Someone for Me" é influenciada pelo dance-pop, disco e house music dos anos 1990, com elementos de batidas e instrumentação de Ibiza e das Ilhas Baleares. A letra da música fala sobre se sentir feliz por alguém que está em um relacionamento e, ao mesmo tempo, desejar um para você. "Good as Gone" é uma faixa house e disco com arranjos de cordas e linhas de baixo pesadas, além de seções a cappella que fala sobre desilusão amorosa. "Kiss Bang Bang" é uma música europop e pop com sintetizadores pesados e vocais processados, sendo comparada a "Padam Padam". "Diamonds" é influenciada pela música disco e pop, com uma linha de baixo pulsante em todo o arranjo. "Hello" é um trecho das sessões originais do Tension, porém ficou de fora do álbum, sendo mais tarde retrabalhada e transformada em uma faixa electropop, electronica e synthpop com letras que expressam sexualidade e descrevem tematicamente um sexo casual.
"Dance to the Music" é uma faixa disco com elementos de funk e electropop, além de linhas de baixo potentes e vocais processados; musicalmente, foi comparada ao seu trabalho em Disco. "Shoulda Left Ya" é uma balada mais lenta que incorpora elementos de dance, música eletrônica e influências country-pop, ao mesmo tempo em que discute emoções pesadas e arrependimento. "Edge of Saturday Night" com The Blessed Madonna tem um arranjo e som diferentes do mix original; a música começa com um piano house e faz a transição para uma batida eletrônica e house influenciada pelos anos 1990, com baixo pesado.
"My Oh My", com Rexha e Lo, é uma música dance-pop com elementos de club music que homenageia o "inconfundível refrão 'la la la' de Kylie, uma linha de baixo pulsante" e "letras divertidas", acrescentando mais tarde que está "destinada a ser uma das favoritas das pistas de dança do verão". A letra da música aborda o tema do flerte, com cada cantora usando seu signo astrológico ao longo da letra para se apresentar de forma divertida a um possível amante. "Midnight Ride" combina a música country de Peck com a música disco de Minogue, apresentando um "refrão de apito com temática de festival EDM" e "ruídos de guitarra mecânica por toda parte". A faixa de encerramento do álbum, "Dance Alone" com Sia, é uma música pop e disco que foi comparada ao trabalho de Minogue em Tension e Disco.

## Lançamento e formato
Tension II foi lançado em 18 de outubro de 2024 pela BMG Rights Management e por meio da empresa de Minogue, Darenote. É o seu décimo sétimo álbum de estúdio, bem como seu quarto lançamento com ambas as gravadoras. O álbum inclui 13 faixas, quatro das quais foram lançadas anteriormente, além de nove faixas inéditas. Tension II foi distribuído em uma variedade de formatos físicos e pacotes através da loja oficial e pontos de venda de Minogue, incluindo um digisleeve com um livreto de 12 páginas, um vinil transparente e turquesa e uma fita cassete coral; os primeiros pacotes incluíam arte assinada. A lista de faixas padrão difere das versões em vinil e cassete, com pequenas alterações no posicionamento das músicas. Antes do lançamento, Minogue realizou eventos de audição do álbum em Cingapura, Nova Iorque e Atlanta. Os visualizadores de cada um dos não-singles foram disponibilizados no canal de Minogue no YouTube no dia do lançamento.
O Studio Moross cuidou das fotos promocionais do álbum, enquanto Charlotte Rutherford fotografou a capa do álbum com direção criativa de Aries Moross. A foto mostra Minogue parada no centro de um símbolo de Gêmeos cristalizado, com o título do álbum na parte superior e seu nome na parte inferior. Três capas adicionais de edição limitada foram lançadas em seu site e foram laminadas em papel alumínio com as cores do arco-íris. Em uma entrevista à Hits Radio, Minogue comparou a capa do álbum à arte de seu oitavo álbum de estúdio, Fever (2001), afirmando: "Na verdade, eu estava em um balanço em movimento com cordas [...] Ao tirar aquela foto, havia muita tensão para lidar [...] Para mim, a capa do álbum parece um pouco uma reminiscência de Fever, é como uma irmã adulta ou algo assim". O título é uma continuação direta de Tension e uma referência vaga ao signo astrológico de Minogue, Gêmeos, afirmando: "Poderia ter sido chamado de Intention, More Tension, Hypertension, Extension, quem sabe! Mas Tension II simplesmente fez sentido, e o símbolo dos dois é o símbolo de Gêmeos."

## Promoção

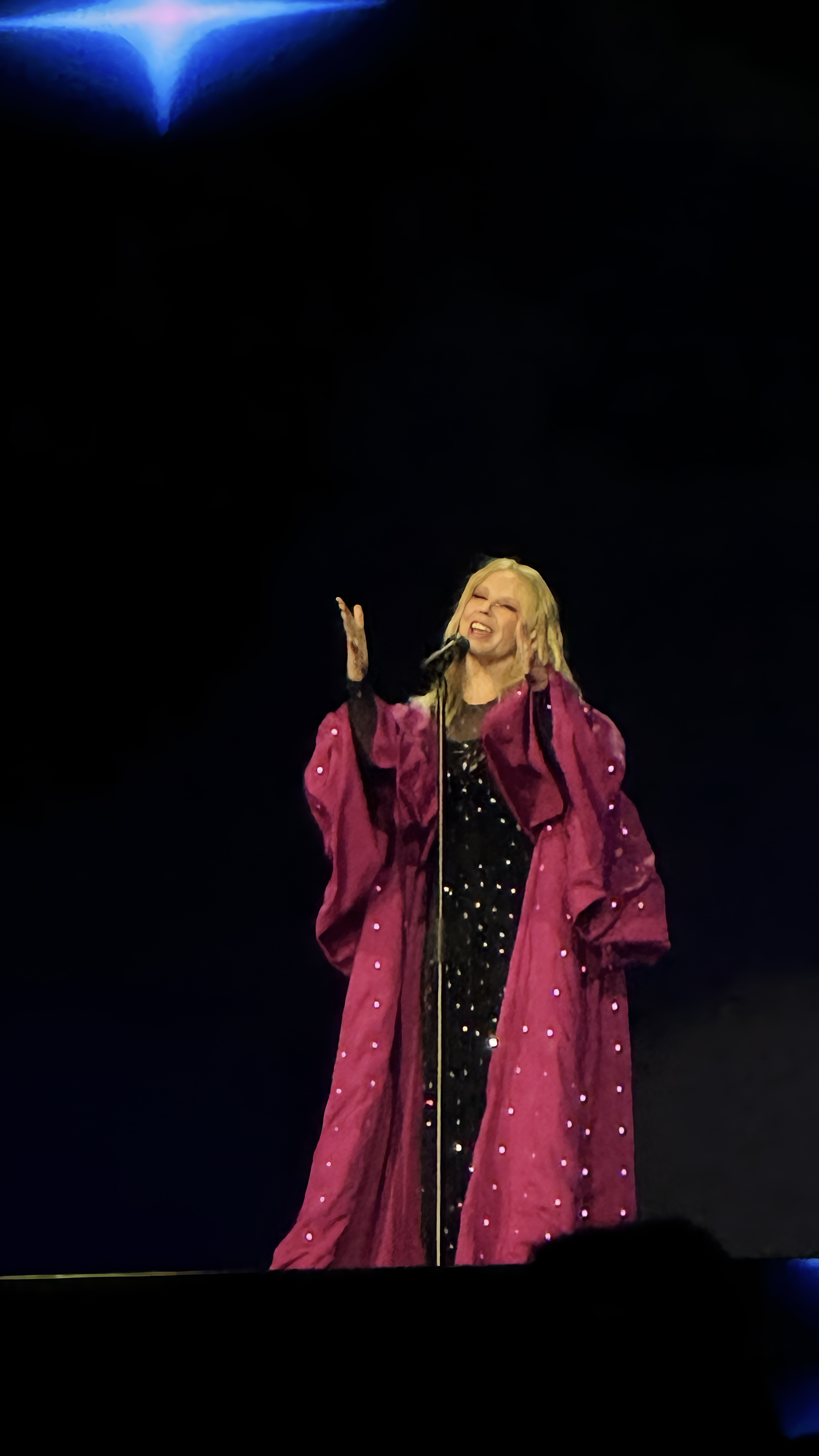
Minogue se apresentando no Festival Sziget em Budapeste em 2024.

Antes de seu anúncio, quatro músicas do álbum foram lançadas como singles independentes. O segundo single do álbum Reasonable Woman de Sia, "Dance Alone", foi apresentado pela primeira vez em um dos shows da More Than Just a Residency de Minogue em Las Vegas no final de janeiro de 2024, sendo lançada pela Atlantic em 7 de fevereiro de 2024. Após seu lançamento, a música recebeu reações favoráveis e mistas, com alguns críticos elogiando as contribuições de Minogue para a faixa e outros criticando seu som semelhante ao álbum Tension de Minogue, e acreditando que Sia era inferior às contribuições de Minogue. Comercialmente, alcançou o top dez das paradas de componentes na Austrália, Croácia, Hungria, Letônia, Lituânia e Estados Unidos. Um videoclipe estreou no canal de Sia no YouTube. "Midnight Ride", o segundo single do álbum Stampede de Orville Peck, em colaboração com Peck e Diplo, estreou em 7 de junho pela Warner Music. Musicalmente, é um cruzamento entre música country e disco music, incorporando sons característicos dos catálogos de Minogue e Peck. Comercialmente, alcançou a posição 34 na Nova Zelândia e a 7ª posição na parada de downloads de singles  do Reino Unido, e foi indicada para "Canção Crossover de 2024" no People's Choice Country Awards de 2024.
Em 11 de julho, Minogue lançou "My Oh My" com Rexha e Lo em formato digital, streaming e físico. É a segunda colaboração de Minogue com Lo (a primeira foi "Really Don't Like U" em 2019) e a primeira com Rexha. Comercialmente, obteve sucesso na Austrália, Estônia, Nova Zelândia, Reino Unido e Estados Unidos. O videoclipe estreou em 9 de agosto e foi filmado na mansão inglesa Syon House em Brentford, que é a residência do Duque de Northumberland em Londres. "Edge of Saturday Night" com The Blessed Madonna foi lançado em 14 de agosto pela Warner e Margeverse. Originalmente concebida em 2020 como uma ideia da última cantora, ela conta com os vocais de Minogue e créditos adicionais de composição. Comercialmente, alcançou sucesso na Nova Zelândia e no Reino Unido, e um videoclipe com as duas cantoras em uma festa foi lançado em 23 de agosto.

### Singles
"Lights Camera Action" é o primeiro single de Tension II e foi lançado em 27 de setembro pela BMG e pela empresa de Minogue, Darenote. Foi distribuído em formatos digitais e streaming online, sendo lançado também um extended play (EP) que inclui a versão original, um extended mix e remixes de Confidence Man, Zach Witness e Jaconda. Após o seu lançamento, "Lights Camera Action" recebeu elogios positivos da crítica musical por sua alta energia, som geral e vibração despreocupada de Minogue. A cineasta britânica e colaboradora de longa data de Minogue, Sophie Muller dirigiu o videoclipe. Filmado em Budapeste, Hungria, o videoclipe mostra Minogue em vários disfarces em um set de filmagem, e teve sua estreia no canal de Minogue no YouTube no mesmo dia do lançamento da música. O single recebeu críticas positivas de críticos musicais e estreou em paradas de componentes na Austrália, Alemanha, Nova Zelândia, Reino Unido e Estados Unidos.

### Tension Tour
"Estou mais do que animada para anunciar a Tension Tour para 2025. Mal posso esperar para compartilhar momentos lindos e selvagens com fãs do mundo todo, celebrando a era Tension e muito mais! Tem sido uma jornada emocionante até aqui e agora, prepare-se para seu close porque eu estarei chamando Luzes, Câmera, Ação... e haverá muito Padaming!"

—Minogue anunciando a Tension Tour para 2025.
Minogue mencionou pela primeira vez a turnê em uma entrevista em julho de 2024, quando confirmou um possível retorno à Austrália e ao Reino Unido para shows. Minogue anunciou a Tension Tour em 20 de setembro, mesmo dia em que revelou Tension II e "Lights Camera Action". Esta será sua primeira turnê desde a Summer 2019, bem como sua primeira série de shows desde sua residência em Las Vegas, More Than Just a Residency. Em resposta, ela declarou: "Estou muito animada em anunciar a turnê Tension para 2025. Mal posso esperar para compartilhar momentos lindos e selvagens com fãs de todo o mundo, celebrando a era Tension e muito mais." A turnê começará em 15 de fevereiro de 2025 em Perth e passará pela Austrália, Ásia e Reino Unido, com datas adicionais confirmadas na Europa, América do Norte e América do Sul.

## Recepção critica
| Críticas profissionais | Críticas profissionais |
| Pontuações agregadas   | Pontuações agregadas   |
| Fonte                  | Avaliação              |
| ---------------------- | ---------------------- |
| AnyDecentMusic?        | 7.2/10                 |
| Metacritic             | 77/100                 |
| AOTY                   | 74/100                 |
| Avaliações da crítica  |                        |
| Fonte                  | Avaliação              |
| AllMusic               | [ 54 ]                 |
| Clash                  | 7/10                   |
| Classic Pop            | [ 128 ]                |
| NME                    | [ 2 ]                  |
| Slant Magazine         | [ 1 ]                  |
| The Independent        | [ 55 ]                 |
| The Irish Times        | [ 56 ]                 |
| The Line of Best Fit   | 9/10                   |
| The Telegraph          | [ 130 ]                |
| The Times              | [ 131 ]                |

Em termos gerais, Tension II foi aclamado por críticos musicais. No site agregador de críticas Metacritic, que estabelece uma média de até cem pontos com base nas avaliações dos críticos musicais, o álbum obteve 77 pontos de aprovação, que foram baseados em 12 resenhas recolhidas, o que indica "análises geralmente positivas". O site agregador de resenhas AnyDecentMusic? atendeu 14 avaliações e deu ao álbum uma média de 7,2 de 10, com base na avaliação do consenso crítico. Durante sua semana de lançamento, a Rolling Stone UK classificou o álbum como um dos melhores, enquanto o The Times o listou como um dos melhores álbuns de 2024.
Ky Stewart, do Junkee, chamou-o de um dos melhores álbuns de Minogue e uma "solidificação do legado de Kylie na música pop". Stewart elogiou a dançabilidade do disco e a atitude de Minogue por toda parte, descrevendo-o como "mais alto, mais sexy e mais sem remorso". Helen Brown, do The Independent, deu ao álbum cinco estrelas, chamando-o de "mais ousado, mais forte e mais inventivo do que seu antecessor que começou com toda a festa", e elogiou as performances de Minogue e a maioria das faixas, com exceção de "My Oh My", que Brown chamou de "esquecível". Claire Dunton, do The Music, elogiou "Lights Camera Action" e "Taboo" como destaques, dizendo que o disco proporcionou a "mesma experiência divertida e libertadora de dopamina que todos os seus álbuns oferecem". Will Hodgkinson, do The Times, declarou que era "um disco pop compacto e disciplinado, com refrãos envolventes e clímax febris nos momentos certos". O editor Ed Powers do I elogiou as colaborações, citando "Midnight Ride" e "Hello" como destaques, e chamou o álbum de "um bando de sucessos e canções de sucesso, com o carisma sem limites de Kylie alimentando tudo".  Puah Ziwei, da NME, observou que "tudo no disco é a clássica Kylie no seu melhor", ao destacar "Hello" e "Diamonds" como os defeitos do disco.
Quentin Harrison, do The Line of Best Fit, elogiou o álbum otimista de Kylie Minogue, dizendo que sua "arte afiada [...] confirma que este é o mundo de Kylie Minogue, e temos a sorte de viver nele". Alim Kheraj, do Attitude, descreveu-o como uma "gloriosa volta da vitória que supera o seu antecessor". Lauren Murphy, do The Irish Times, descreveu-o como uma "coleção tenaz" de músicas e, embora tenha elogiado as colaborações de singles independentes, Murphy sentiu que sua inclusão no álbum era "desnecessária". Ludovic Hunter-Tilney, do Financial Times, sentiu que Tension II "se mantém mais fiel à marca registrada de Minoguery" do que seu disco anterior, destacando "Taboo" como um destaque e criticando "Midnight Ride" como uma "viagem maluca" e "Dance Alone" como "sem personalidade". Neil Z. Yeung, do AllMusic, elogiou a natureza dançante do álbum, dizendo que ele oferecia "hinos dançantes irresistíveis", mas ele preferia "cortes mais imediatos em Disco e no primeiro Tension". John Earls, do Classic Pop, deu quatro estrelas ao álbum. Earls elogiou o som do álbum e as novas músicas, declarando-as "dignas do brilho total de Kylie". Earls criticou os esforços colaborativos, alegando que eles eram o único "acréscimo" ao Tension II, com exceção de "Edge of Saturday Night". Robin Murray da Clash chamou o álbum de "vintage Kylie" e elogiou várias faixas. No entanto, Murray sentiu que ele estava "incorporado nas tendências pop mais diretas de Kylie" e "faz o projeto parecer um pouco magro em alguns lugares", citando "Hello" e "Dance to the Music" como exemplos.
Talia M. Wilson, da Riff, elogiou a natureza "energética e divertida" do disco, mas sentiu que o material era muito parecido com o som de "Padam Padam", escrevendo que havia "uma repetição desnecessária de ideias acontecendo". Alexa Camp, da Slant Magazine, chamou-o de "a coleção de músicas dance-pop mais descaradamente insinuante" de Minogue desde seu álbum Aphrodite, de 2010. No entanto, Camp criticou os esforços colaborativos, com exceção de "Edge of Saturday Night", e acreditava que sua inclusão, junto com a faixa do álbum "Dance to the Music", o impediu que fosse um "álbum mais forte que seu antecessor". Joe Muggs, do The Arts Desk, elogiou faixas como "Edge of Saturday Night" e "Good as Gone" e aplaudiu a resistência de Minogue ao longo do álbum, mas questionou o motivo como uma sequência de Tension, seu som dançante direto, e levantou a hipótese de "como um álbum verdadeiramente maduro de Kylie [...] poderia soar?". Pip Ellwood-Hughes, da Entertainment Focus, foi mais crítico, achando a maior parte do material muito semelhante aos de álbuns anteriores de Minogue, como Tension e Disco, e acreditando que faltava coesão e não era bem pensado. Kronen Zeitung deu uma crítica mista. Embora a crítica tenha chamado Tension II de um "álbum pop sólido", eles sentiram que era inferior a Tension, citando sua falta de material cativante e mix "homogêneo". Shaad D'Souza, do The Observer, foi crítico, escrevendo que, embora às vezes fosse "brilhante e às vezes gratificante", eles acreditavam que "não conseguia recriar os pontos altos de seu antecessor, preferindo, em vez disso, replicar as ideias animadoras de 'Padam Padam' – batidas Eurotrash anônimas e sutis; ganchos vocais sem sentido; tentativas autoconscientes de exagero – repetidamente, até que todas essas ideias fossem reduzidas a nada".

## Alinhamento de faixas
| Tension II – Edição padrão |                                                    |                                                                       |                                                                                 |         |  |
| N.º                        | Título                                             | Compositor(es)                                                        | Produtor(es)                                                                    | Duração |  |
| 1.                         | "Lights Camera Action"                             | Kylie Minogue Lewis Thompson Ina Wroldsen                             | Thompson Adria Garcia [a]                                                       | 2:42    |  |
| 2.                         | "Taboo"                                            | Steve Mac Wroldsen                                                    | Mac                                                                             | 2:48    |  |
| 3.                         | "Someone for Me"                                   | Peter Rycroft Sarah Hudson Brett McLaughlin Pablo Bowman Kevin Hickey | Lostboy Zhone                                                                   | 2:34    |  |
| 4.                         | "Good as Gone"                                     | Benjamin Kohn Peter Kelleher Thomas Barnes Caroline Ailin Noonie Bao  | TMS                                                                             | 3:09    |  |
| 5.                         | "Kiss Bang Bang"                                   | Minogue Oliver Peterhof Neave Applebaum Alna Hofmeyr James Norton     | German Applebaum                                                                | 2:27    |  |
| 6.                         | "Diamonds"                                         | Minogue Jennifer Decilveo Vaughn Oliver Jesse St. John                | Decilveo Oliver                                                                 | 2:42    |  |
| 7.                         | "Hello"                                            | John Morgan William Lansley Wroldsen Applebaum                        | Applebaum Punctual                                                              | 2:44    |  |
| 8.                         | "Dance to the Music"                               | Minogue Decilveo Oliver St. John Tobias Wincorn                       | Oliver                                                                          | 2:31    |  |
| 9.                         | "Shoulda Left Ya"                                  | Minogue Biff Stannard Gez O'Connell Duck Blackwell                    | Stannard Blackwell                                                              | 2:20    |  |
| 10.                        | "Edge of Saturday Night" (com The Blessed Madonna) | Minogue Jin Jin Marea Stamper Rachel Keen                             | The Blessed Madonna Dance System Pat Alvarez Joy Anonymous [a] Jay Reynolds [a] | 3:26    |  |
| 11.                        | "My Oh My" (com Bebe Rexha e Tove Lo)              | Mac Wroldsen Tove Nilsson                                             | Mac                                                                             | 3:01    |  |
| 12.                        | "Midnight Ride" (com Orville Peck e Diplo)         | Minogue Orville Peck Christopher Stracey Marta Cikojevic              | Diplo Peck Stracey Picard Brothers                                              | 3:31    |  |
| 13.                        | "Dance Alone" (com Sia)                            | Sia Furler Jesse Shatkin                                              | Shatkin Jim-E Stack                                                             | 2:52    |  |
| Duração total:             | Duração total:                                     | Duração total:                                                        | Duração total:                                                                  | 36:47   |  |

| Tension II – Faixas bônus da edição Extended |                                                                   |                                                 |                                                                     |         |  |
| N.º                                          | Título                                                            | Compositor(es)                                  | Produtor(es)                                                        | Duração |  |
| 14.                                          | "Lights Camera Action" (extended mix)                             | Minogue Thompson Wroldsen                       | Thompson Garcia [a]                                                 | 3:55    |  |
| 15.                                          | "Taboo" (extended mix)                                            | Mac Wroldsen                                    | Lostboy Zhone                                                       | 4:10    |  |
| 16.                                          | "Someone for Me" (extended mix)                                   | Rycroft Hudson McLaughlin Bowman Hickey         |                                                                     | 4:09    |  |
| 17.                                          | "Good as Gone" (extended mix)                                     | Kohn Kelleher Barnes Ailin Bao                  | TMS                                                                 | 4:10    |  |
| 18.                                          | "Kiss Bang Bang" (extended mix)                                   | Minogue Peterhof Applebaum Hofmeyr Norton       | German Applebaum                                                    | 4:02    |  |
| 19.                                          | "Diamonds" (extended mix)                                         | Minogue Decilveo Oliver St. John                | Decilveo Oliver                                                     | 3:57    |  |
| 20.                                          | "Hello" (extended mix)                                            | Morgan Lansley Wroldsen Applebaum               | Applebaum Punctual                                                  | 3:53    |  |
| 21.                                          | "Dance to the Music" (extended mix)                               | Minogue Decilveo Oliver St. John Tobias Wincorn | Oliver                                                              | 4:03    |  |
| 22.                                          | "Shoulda Left Ya" (extended mix)                                  | Minogue Stannard O'Connell Blackwell            | Stannard Blackwell                                                  | 4:21    |  |
| 23.                                          | "Edge of Saturday Night" (com The Blessed Madonna) (extended mix) | Minogue Jin Jin Stamper Keen                    | The Blessed Madonna Dance System Alvarez Anonymous [a] Reynolds [a] | 4:08    |  |
| 24.                                          | "My Oh My" (com Bebe Rexha e Tove Lo) (extended mix)              | Mac Wroldsen Nilsson                            | Mac                                                                 | 4:03    |  |
| 25.                                          | "Midnight Ride" (com Orville Peck e Diplo) (extended mix)         | Minogue Peck Stracey Cikojevic                  | Diplo Peck Stracey Brothers                                         | 4:28    |  |
| 26.                                          | "Dance Alone" (com Sia) (extended mix)                            | Furler Shatkin                                  | Shatkin Jim-E Stack                                                 | 4:05    |  |
| Duração total:                               | Duração total:                                                    | Duração total:                                  | Duração total:                                                      | 90:11   |  |

Notas
- ↑[a]  significa um produtor adicional.
- A lista de faixas de lançamento em vinil e cassete é a mesma acima, mas em uma ordem diferente, colocando "My Oh My" como faixa 1, "Edge Of Saturday Night" como faixa 6 e "Midnight Ride" como faixa 7, com as faixas de lançamento em CD e download digital 1-4 colocadas como faixas 2-5 e faixas 5-9 colocadas como faixas 8-12, respectivamente. Apenas "Dance Alone" tem a mesma colocação em todos os lançamentos como faixa 13.[138][139]

## Equipe e colaboradores
Músicos
- Kylie Minogue — vocais (todas as faixas)
- Ina Wroldsen — vocais de fundo (faixas 1, 2, 11)
- Lewis Thompson — baixo, bateria, programação, sintetizador (faixa 1)
- Chris Laws — bateria (faixas 2, 11)
- Steve Mac — teclados (faixas 2, 11)
- Peter Rycroft — programação de baixo, programação de bateria, guitarra, teclados (faixa 3)
- Kevin Hickey — guitarra, programação (faixa 3)
- Pablo Bowman — vocais de fundo (faixa 3)
- Sarah Hudson — vocais de fundo (faixa 3)
- Benjamin Kohn — baixo, guitarra (faixa 4)
- Thomas Barnes — bateria, programação (faixa 4)
- Peter Kelleher — teclados, sintetizador (faixa 4)
- Caroline Ailin — vocais de fundo (faixa 4)
- Rosie Danvers — violoncelo (faixa 4)
- Tommy Danvers — teclados (faixa 4)
- Zahra Benyounes — viola, violino (faixa 4)
- Neave Applebaum — baixo, bateria, programação (faixas 5, 7); teclados (faixa 5)
- German — bateria, teclados, programação (faixa 5)
- Alna Hofmeyr — vocais de fundo (faixa 5)
- Vaughn Oliver — baixo, bateria, programação, sintetizador (faixas 6, 8)
- Jennifer Decilveo — baixo, bateria, guitarra, programação, sintetizador, vocais (faixa 6)
- John Morgan — baixo, bateria, programação, sintetizador (faixa 7)
- Will Lansley — baixo, bateria, programação, sintetizador (faixa 7)
- Duck Blackwell — baixo, bateria, guitarra, teclados (faixa 9)
- Biff Stannard — teclados, percussão (faixa 9)
- Gez O'Connell — guitarra (faixa 9)
- Raye — vocais de fundo (faixa 10)
- The Blessed Madonna — bateria, piano, programação, sintetizador (faixa 10)
- Dance System — piano elétrico, bateria eletrônica, teclados (faixa 10), piano, programação, sintetizador (faixa 10)
- Joy Anonymous — programação (faixa 10)
- Pat Alvarez — programação (faixa 10)
- Grace Banks — sintetizador (faixa 10)
- Harald James Jones — sintetizador (faixa 10)
- Bebe Rexha — vocais (faixa 11)
- Tove Lo — vocais (faixa 11)
- Christopher Stracey — guitarra barítono, baixo, violão, Mellotron (faixa 12)
- Kane Ritchotte — bateria, percussão (faixa 12)
- Marta Cikojevic — vocais de fundo (faixa 12)
- Benny Bock — piano rhodes (faixa 12)
- Orville Peck — vocais (faixa 12)
- Diplo — programação (faixa 12)
- Jesse Shatkin — baixo, programação de bateria, bateria, teclado, percussão, sintetizador (faixa 13)
- Jim-E Stack — baixo, programação de bateria, teclado, percussão, sintetizador (faixa 13)
- Sia — vocais (faixa 13)
- Eli Teplin — teclados (faixa 13)

Técnico
- Dick Beetham — masterização (faixas 1–9, 11)
- Jay Reynolds — masterização, mixagem (faixa 10)
- Randy Merrill — masterização (faixa 12)
- Chris Gehringer — masterização (faixa 13)
- Guy Massey — mixagem (faixas 1–3, 5–9, 11)
- Serban Ghenea — mixagem (faixa 13)
- Mark "Spike" Stent — mixagem (faixas 4, 12)
- Kylie Minogue — engenharia (faixas 1–4, 7, 12, 13)
- Chris Laws — engenharia (faixas 2, 11)
- Dann Pursey — engenharia (faixas 2, 11)
- Lostboy — engenharia (faixa 3)
- Zhone — engenharia (faixa 3)
- Chris Bishop — engenharia (faixa 4)
- Kieron Beardmore — engenharia (faixa 4)
- Lewis Wright — engenharia (faixa 4)
- Matt Wolach — engenharia (faixa 4)
- TommyD — engenharia (faixa 4)
- Vaughn Oliver — engenharia (faixas 6, 8)
- Jennifer Decilveo — engenharia (faixa 6)
- Neave Applebaum — engenharia (faixa 7)
- Duck Blackwell — engenharia (faixa 9)
- The Blessed Madonna — engenharia, engenharia vocal (faixa 10)
- Grace Banks — engenharia (faixa 10)
- Pat Alvarez — engenharia (faixa 10)
- Pete Min — engenharia (faixa 12)
- Jesse Shatkin — engenharia (faixa 13)
- Ezekiel Chabon — engenharia adicional (faixa 13)
- Samuel Dent — engenharia adicional (faixa 13)
- Bryce Bordone — assistência de mixagem (faixa 13)
- Kevin Hickey — arranjo (faixa 3)
- Rosie Danvers — arranjo de cordas (faixa 4)

Arte
- Aries Moross — direção criativa
- Fancy Shews — direção de arte
- Nick Greenbank — design
- Ashleigh McPartland — gerenciamento de projeto
- Charlotte Rutherford — fotografia
- Lance Williams — iluminação
- Gustavo Soriano — iluminação
- Rene Dodge — iluminação
- Rene Dodge — digitech
- Natalie Falt — artista 3D metapoint, cenografia
- Frank Strachan — styling
- Priscilla Langdon — assistente
- Jessica Johnston — assistente
- Raghav Tibrewal — assistente
- Christopher Ardoff — maquiagem
- Christian Vermaak — cabelo
- Faye Hunter — produtor criativo
- AP Artist Management — gerenciamento de artista a&p

Créditos da arte adaptados do Studio Moross.

## Desempenho comercial
"É tão incrível ver a rainha do pop OG da Austrália continuar a dominar globalmente e em casa, trazendo alegria e disco para nossas vidas. Parabéns a ela e sua equipe por uma carreira tão fenomenal, cinco álbuns consecutivos em primeiro lugar e por continuar representando a Austrália no cenário mundial!"

—Annabelle Herd, CEO da Australian Recording Industry Association (ARIA), parabenizando Minogue pelo sucesso com Tension II na Austrália.
Na Austrália, Tension II estreou em primeiro lugar na parada de álbuns da ARIA, bem como nas paradas de artistas australianos e álbuns de vinil. Tornou-se o oitavo álbum de estúdio de Minogue a alcançar o primeiro lugar, seu quinto número um consecutivo e seu nono álbum número um no geral no país. Além disso, Minogue ocupa o nono lugar na lista de artistas com mais álbuns em primeiro lugar no país. Na Nova Zelândia, estreou na posição 22 na parada regional de álbuns, atrás de seus trabalhos anteriores. No Japão, o álbum estreou na posição 47 na parada de download de álbuns da Billboard Japan e na posição 40 na parada digital de álbuns da Oricon.
No Reino Unido, Tension II estreou no topo da parada de álbuns oficiais do país em 31 de outubro de 2024, vendendo mais de 32.366 unidades; o recorde foi impulsionado significativamente por seu lançamento em CDs, que responde por 27.652 vendas, enquanto os formatos digitais respondem por 3.210 unidades e por 1.504 de streams on-demand. O álbum se tornou o décimo de Minogue a estrear no topo da parada de álbuns do país. Com esse feito, ela se juntou ao ABBA, Coldplay, Queen e Michael Jackson a ter dez álbuns número um, ampliando seu recorde como a terceira artista feminina com mais álbuns número um, atrás de Madonna e Taylor Swift com 12, em 2024. Além disso, ela se juntou ao ABBA e U2 como o terceiro artista não britânico ou americano a atingir tal feito. O álbum também estreou em primeiro lugar na parada oficial de álbuns de vinil e na parada oficial de discos independentes do país.
Nos Estados Unidos, Tension II estreou na posição 98 da Billboard 200 em 2 de novembro de 2024.
| País — Tabela musical (2024)                 | Melhor posição |
| -------------------------------------------- | -------------- |
| Alemanha (Offizielle Top 100)                | 4              |
| Austrália (ARIA)                             | 1              |
| Austrália (AIR)                              | 1              |
| Áustria (Ö3 Austria Top 40)                  | 6              |
| Bélgica (Ultratop (Flandres)                 | 4              |
| Bélgica (Ultratop (Valónia)                  | 3              |
| Canadá (Canadian Albums)                     | 64             |
| Escócia (Scottish Albums)                    | 1              |
| Espanha (PROMUSICAE)                         | 3              |
| Estados Unidos (Billboard 200)               | 98             |
| Estados Unidos (Independent Albums)          | 14             |
| Estados Unidos (Top Dance/Electronic Albums) | 2              |
| França (SNEP)                                | 21             |
| Finlândia (Suomen virallinen lista)          | 27             |
| Hungria (MAHASZ)                             | 34             |
| Irlanda (OCC)                                | 8              |
| Itália (FIMI)                                | 25             |
| Japão (Billboard Japan)                      | 47             |
| Japão (Oricon)                               | 40             |
| Nova Zelândia (RMNZ)                         | 22             |
| Países Baixos (Album Top 100)                | 5              |
| Reino Unido (Digital Albums)                 | 1              |
| Reino Unido (Independent Albums)             | 1              |
| Suécia (Sverigetopplistan)                   | 2              |
| Suíça (Schweizer Hitparade)                  | 4              |

## Histórico de lançamento
| Região | Data                  | Formato                                     | Versão   | Gravadora    | Ref.                  |
| ------ | --------------------- | ------------------------------------------- | -------- | ------------ | --------------------- |
| Várias | 18 de outubro de 2024 | CD cassete download digital streaming vinil | Padrão   | Darenote BMG | [ 70 ] [ 69 ] [ 176 ] |
| Várias | 21 de outubro de 2024 | Download digital                            | Extended | Darenote BMG | [ 137 ]               |